# Yale Law School
La Yale Law School (conosciuta semplicemente come Yale Law o con l'acronimo YLS) è una scuola universitaria di diritto della Yale University, con sede a New Haven, Connecticut. Fondata nel 1824, oltre un secolo dopo la fondazione dell'Università di Yale nel 1701, è tra le più antiche scuole di diritto degli Stati Uniti. Secondo la Princeton Review e Business Insider, il processo di ammissione a Yale Law è il più selettivo degli Stati Uniti.
Yale Law offre cinque tipi di lauree: Juris Doctor (J.D.), Master of Laws (LL.M.), Doctor of the Science of Law (J.S.D.), Master of Studies in Law (M.S.L.), e Doctorate in Law (Ph.D.). 

## Cultura Accademica

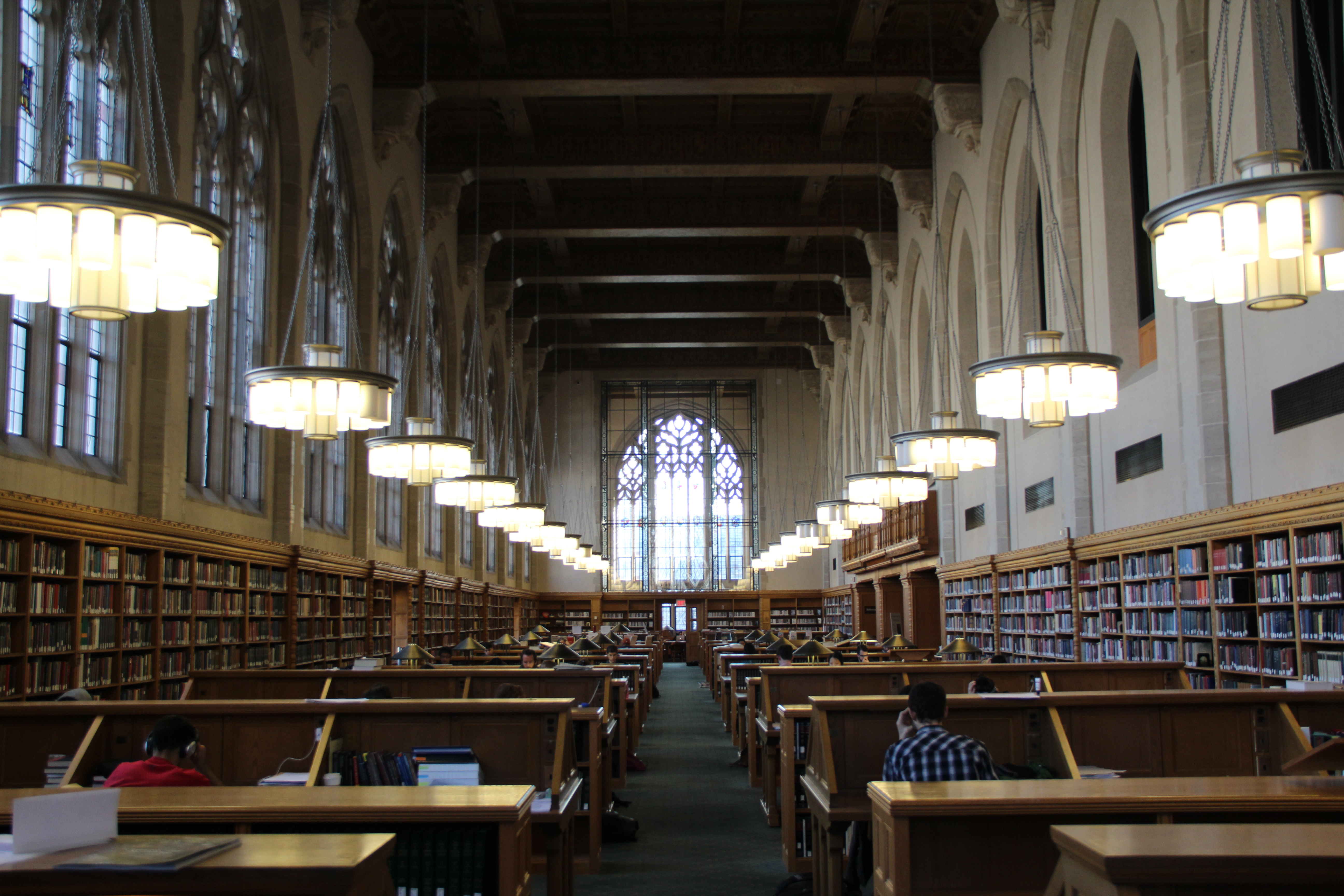
La Lillian Goldman Law Library della Yale Law School.

La Yale Law School ha sede nello Sterling Law Building, eretto nel 1931. Nel novembre del 2013 è stata resa pubblica una donazione di 25 milioni di dollari da parte di un ex-allievo, la quale servirà a creare dormitori per gli studenti.
La YLS è nota per la sua enfasi sull'insegnamento, e il rapporto matematico tra studenti e insegnanti (un professore per ogni 7.5 studenti) facilita la creazione di rapporti interpersonali tra studenti e docenti.
Negli ultimi anni sessanta, a causa di un moto studentesco, la scuola ha abolito il tradizionale sistema di valutazioni. Nel primo semestre del primo anno, gli studenti ricevono una valutazione di "Credit" oppure "No Credit". Nei successivi due anni e mezzo, le valutazioni variano: "Honors", "Pass", "Low Pass" o "Fail". 
In base alle leggi dello Stato del Connecticut, sin dal primo anno, Yale Law permette ai propri studenti di frequentare corsi pratici - le cosiddette "clinic". Frequentando una "clinic", gli studenti hanno la possibilità di rappresentare clienti che non possono permettersi di pagare un avvocato durante processi arbitrali, amministrativi, e anche alla Corte Suprema degli Stati Uniti d'America, come nel caso di Rehberg v. Paulk (2012). Circa l'80% degli studenti partecipa in almeno una delle 29 "clinics".
Gli studenti di Yale Law pubblicano ed editano nove riviste di diritto, incluso il Yale Law Journal --una delle riviste legali più citate negli Stati Uniti. Tra le altre riviste, si ricordano il Yale Law & Policy Review, il Yale Journal on Regulation, e il Yale Journal of International Law. 
Inoltre, YLS ospita una serie di centri che promuovono lo studio di specifici ambiti del diritto, tra i quali: The China Center; Global Health Justice Partnership; Gruber Program for Global Justice and Women's Rights; Information Society Project; The Arthur Liman Public Interest Program; Middle East Legal Studies Seminar; John M. Olin Center for Law, Economics and Public Policy; Orville H. Schell, Jr. Center for International Human Rights; Yale Center for Law and Philosophy; Yale Center for Environmental Law and Policy; Yale Law School Center for Global Legal Challenges; Yale Law School Center for the Study of Corporate Law; Yale Law School Center for the Study of Private Law; Yale Law School Latin American Legal Studies.

## Ammissione

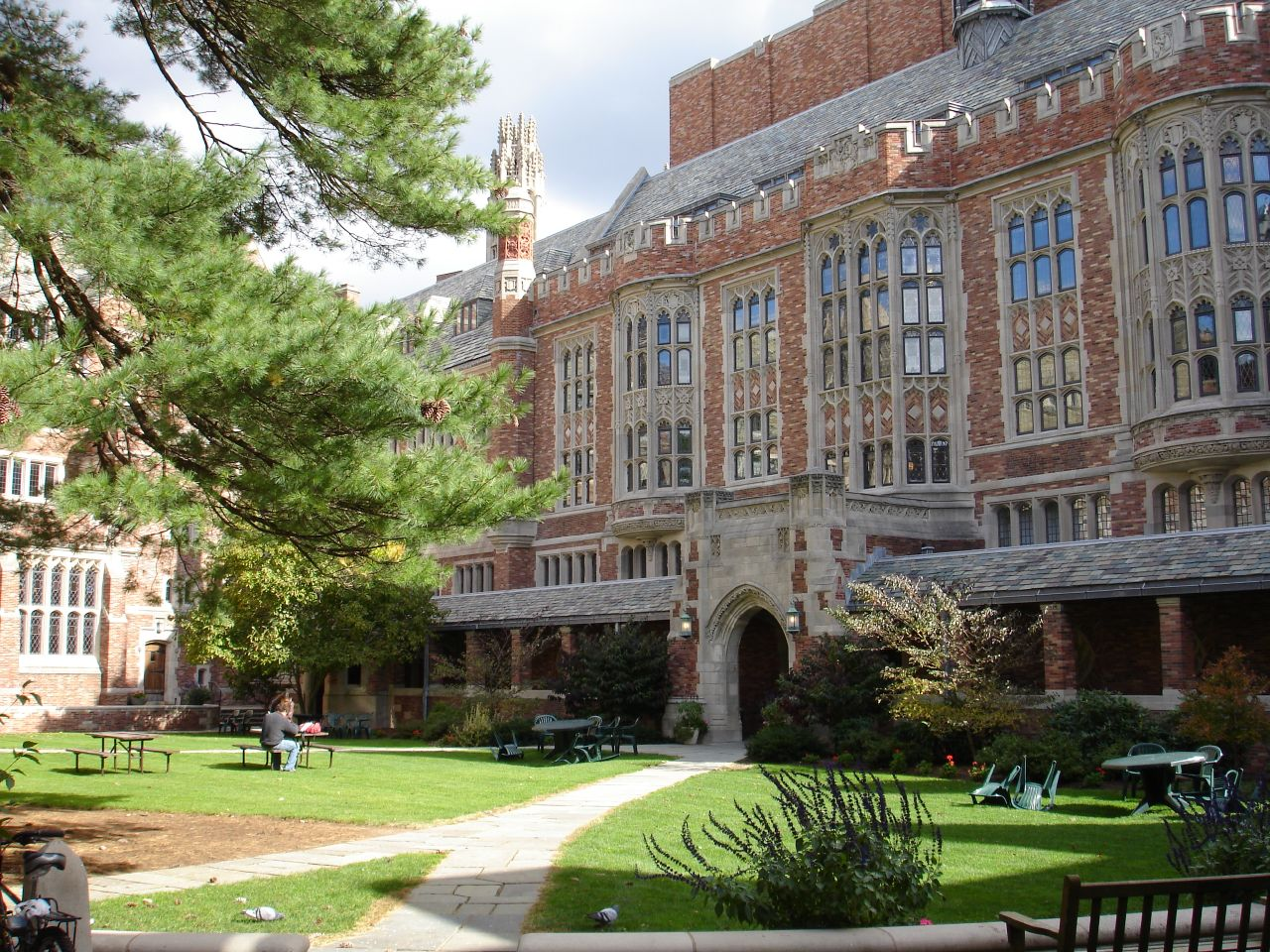
Il cortile interno (courtyard) dello Sterling Law Building.

Yale Law School ogni anno accetta circa l'8% delle domande di ammissione per il Juris Doctor diploma--la percentuale di ammissione più bassa delle scuole di diritto statunitensi. Nel 2016, una percentuale record dell'81% degli studenti ammessi ha deciso di immatricolarsi, per un totale di circa 200 studenti. Queste statistiche hanno portato varie fonti, tra cui la Princeton Review e Business Insider, a definire il processo di ammissione a Yale Law "il più selettivo degli Stati Uniti".
Dopo una prima selezione da parte dell'ufficio delle ammissioni, circa il 25% delle 3000 domande ricevute vengono indipendentemente valutate da una commissione di tre professori. Ogni applicazione riceve un voto da 2 a 4: tutti coloro che ricevono indipendentemente tre punteggi di 4, per un totale di 12, o un punteggio complessivo di 11, vengono ammessi. I criteri di valutazione sono lasciati a discrezione dei docenti.
Per quanto riguarda il Master of Laws, circa 25 studenti (per la maggior parte avvocati, provenienti da tutto il mondo) vengono ammessi ogni anno.